# Договір у Сан-Ільдефонсо (1800)
Договір у Сан-Ільдефонсо 1800 року відомий також як Третій договір у Сан-Ільдефонсо (ісп. tratado de San Ildefonso; фр. traité de San Ildefonso) — таємна угода між Францією та Іспанією, в результаті якої Іспанія віддала Луїзіану Франції. Договір було підписано 1 жовтня 1800 року Луї-Александром Бертьє, який представляв Францію, та доном Маріано Луїсом де Уркіхо, який представляв Іспанію.
Згоди вдалось дійти під певним примусом, оскільки Іспанія перебувала під тиском Наполеона. Умови договору не визначали кордони території, що поверталась і згодом стала предметом суперечки між Іспанією та Сполученими Штатами після купівлі Луїзіани (1803), за якою Франція продала ту територію Сполученим Штатам. Договір також підтвердив більш ранній Договір Союзу, підписаний у Сан-Ільдефонсо 19 серпня 1796 року.